# Salies-de-Béarn
Salies-de-Béarn – miejscowość i gmina we Francji, w regionie Nowa Akwitania, w departamencie Pireneje Atlantyckie.
Według danych na rok 1990 gminę zamieszkiwały 4974 osoby, a gęstość zaludnienia wynosiła 96 osób/km² (wśród 2290 gmin Akwitanii Salies-de-Béarn plasuje się na 84. miejscu pod względem liczby ludności, natomiast pod względem powierzchni na miejscu 113.).